# Jalen Collins
Jalen Carnell Collins (Kansas City, 20 marzo 1993) è un giocatore di football americano statunitense che milita nel ruolo di cornerback per i Tampa Bay Vipers della X Football League (XFL). Fu scelto nel corso del secondo giro (42º assoluto) del Draft NFL 2015. Al college ha giocato a football a LSU.

## Biografia

### Atlanta Falcons
Dopo avere giocato al college a football a LSU, Collins fu scelto nel corso del secondo giro (42º assoluto) del Draft NFL 2015 dagli Atlanta Falcons. Debuttò come professionista subentrando nella gara del primo turno contro i Philadelphia Eagles in cui mise a segno 2 tackle. La sua stagione da rookie si concluse con 17 tackle, disputando tutte le 16 partite, due delle quali come titolare.
Il 5 febbraio 2017, Collins partì come titolare nel Super Bowl LI in cui i Falcons furono battuti ai tempi supplementari dai New England Patriots dopo avere sprecato un vantaggio di 28-3 a tre minuti dal termine del terzo quarto.

## Palmarès

### Franchigia
- National Football Conference Championship: 1

Atlanta Falcons: 2016

## Statistiche
| Partite totali      | 16  |
| Partite da titolare | 2   |
| Tackle totali       | 17  |
| Sack                | 0,0 |
| Intercetti          | 0   |
| Fumble forzati      | 0   |

Statistiche aggiornate alla stagione 2015